# Dítě Boží
Dítě Boží (anglicky Child of God) je v pořadí třetí román amerického prozaika Cormaca McCarthyho. Kniha vyšla v originále v roce 1973. V češtině ji v překladu Bronislavy Grygové vydalo v roce 2009 nakladatelství Argo.

## Děj
Útlý román sleduje osudy Lestera Ballarda, světem opuštěného podivína, který žije v rozpadající se chatrči a jehož jediným opravdovým přítelem je jeho puška. Squatter a příležitostný zloděj to s ní skutečně umí. Dokonce si vystřílel i několik plyšových trofejí, které s ním jeho samotu v chatrči sdílejí.
Lester je společenským vyvržencem, ačkoliv on sám se o to ničím výrazně nezasloužil. Jako všechny ostatní děti Boží však i on touží po lásce a sexuálním uspokojení, jehož dosahuje zejména skrze voyeurismus jiných mileneckých dvojic. Jednoho dne se Ballardovi naskytne příležitost sexuálního styku se zesnulou ženou a Lester neodolá. Mrtvola mladé dívky se záhy stává součástí jeho sbírky trofejí. A to je teprve začátek mužova definitivního pádu.